# Komplutenská polyglota

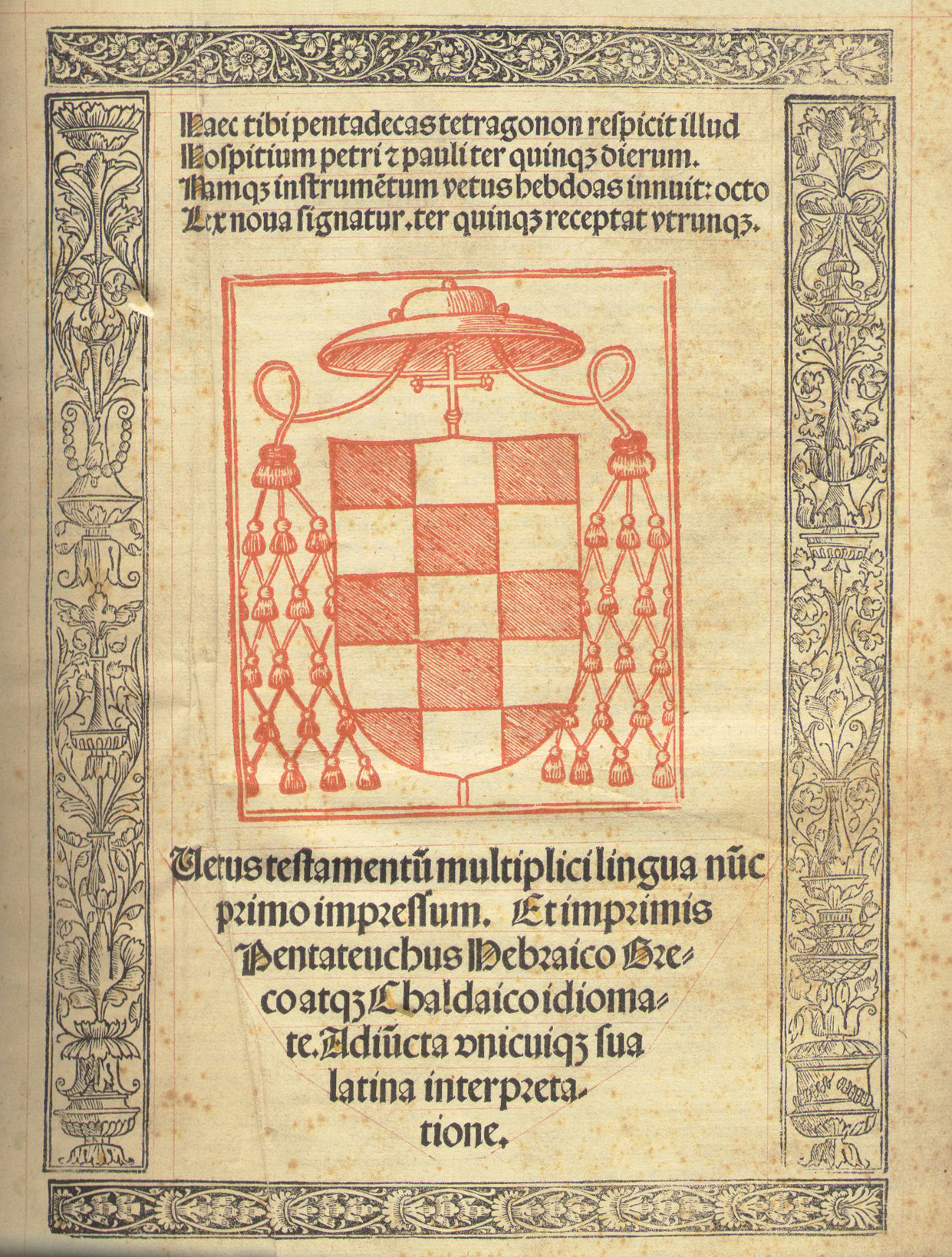
Tutilní strany Komplutenské polygoty

Komplutenská polyglota (lat. polyglotta Complutensis) je polyglota (tj. vícejazyčné vydání Bible), která vyšla v letech 1513-1517 ve Španělsku; zveřejněna byla v roce 1520 se svolením papeže Lva X. Práci na knize inicioval a podporoval kardinál Francisco Jiménez de Cisneros, zpovědník královny Isabely Aragonské a zakladatel Univerzity v Alcale. Své jméno dostala podle města, kde vyšla - Alcalá de Henares, latinsky Complutum.
Komplutenská polyglota obsahovala hebrejský text Starého zákona (s vokalizací, ale bez přízvuků), targúm Onkelos k Pentateuchu, texty Vulgáty a Septuaginty a také latinský překlad jak targúmu, tak Septuaginty. Hebrejský text připravili Alphonso z Alcaly, Alphonso ze Zamory a Pavel Coronel, všechno Židé obrácení na křesťanskou víru.
Bylo to poprvé, co Septuaginta vyšla tiskem. Jako šestý díl byl připojen hebrejsko-aramejský slovník, později často vydávaný zvlášť.